# Sopot Wyścigi
Sopot Wyścigi – przystanek Szybkiej Kolei Miejskiej, leżący wzdłuż granicy dzielnic: Karlikowo (wschód) i Świemirowo (zachód), w obecnym kształcie został włączony do eksploatacji w 1952.

## Opis
Przystanek posiada jedno wejście nadziemne od strony wiaduktu w ciągu ul. Jana z Kolna, poprzez schody prowadzące w dół prosto na peron. Przy wejściu znajdują się automat biletowy, kasowniki oraz tablice informacyjne z rozkładem jazdy SKM dla przystanku Sopot Wyścigi.
Początkowo (przełom XIX i XX wieku) była to niewielka stacja towarowa o nazwie Schmierau (Świemirowo), wykorzystywana do rozładunku koni, towarów i jako przystanek osobowy. Pierwotnie miał to być przystanek sezonowy, uruchamiany jedynie w dniach organizowanych wyścigów. Nazwę Sopot Wyścigi uzyskał w 1946 roku.
Szereg źródeł, m.in. mapa z 1919 podaje, że pierwotnie przystanek znajdował się około 200 m bliżej Gdańska, na wysokości trybuny głównej wyścigów.
W 2010 stacje ozdobiły mozaiki z motywami hipicznymi autorstwa Marii Dziewanowskiej-Stępnowskiej.

## Ruch pasażerski
| Rok  | Wymiana pasażerska na dobę |
| ---- | -------------------------- |
| 2017 | 2 000-3 000                |
| 2022 | 4 000-5 000                |

## Galeria

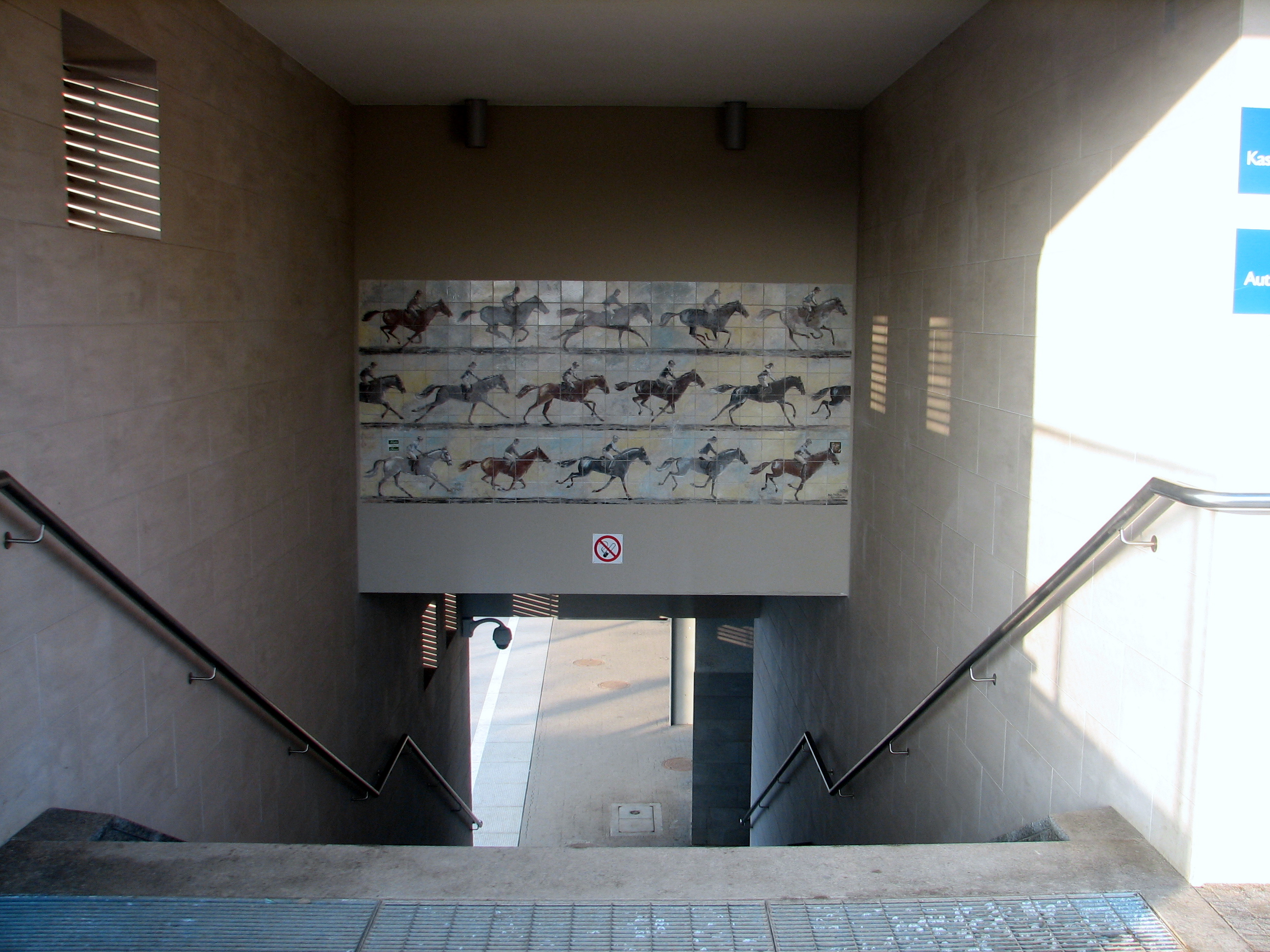
Stacje zdobią dżokeje na koniach - górna mozaika
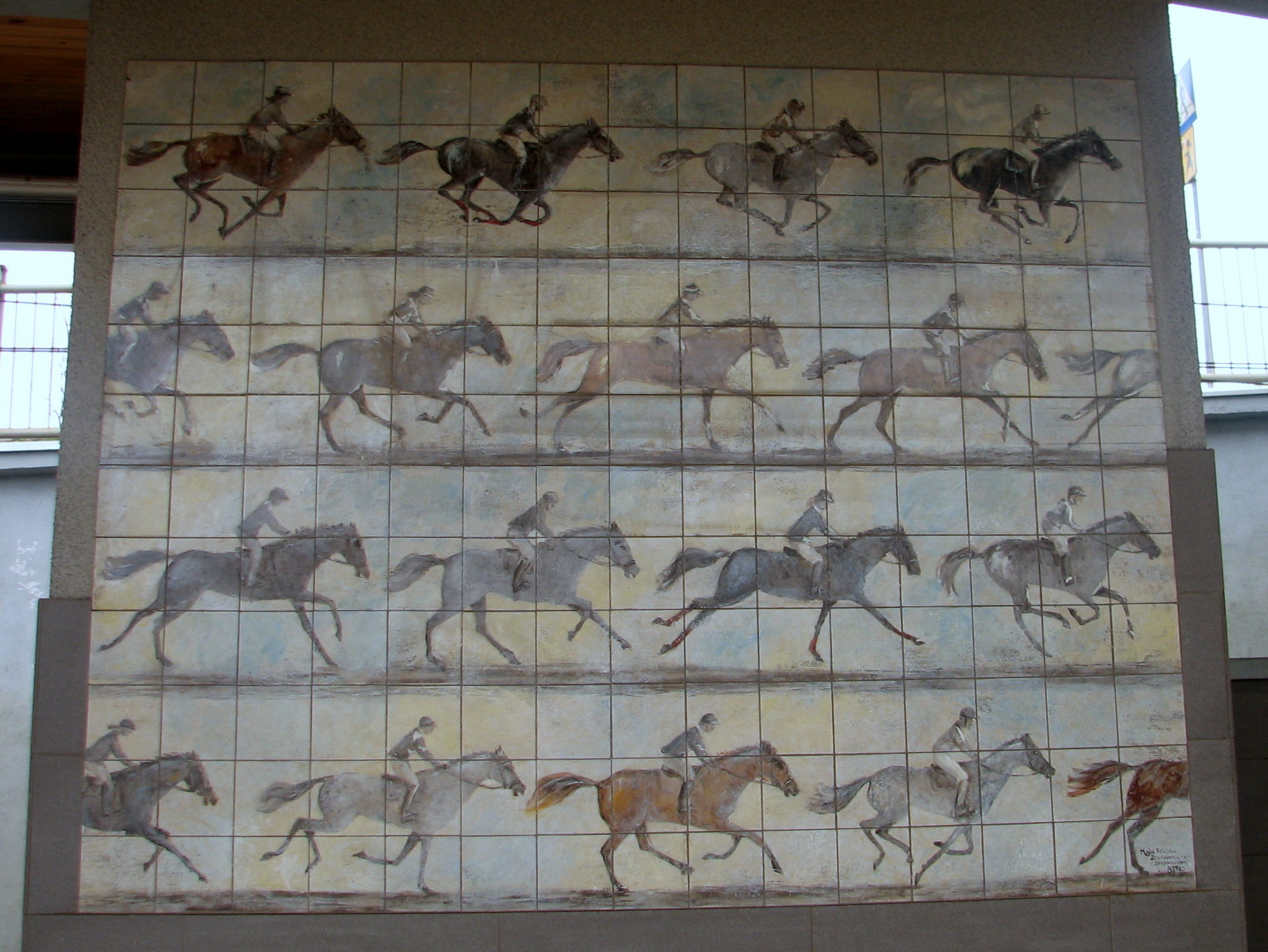
Dolna mozaika
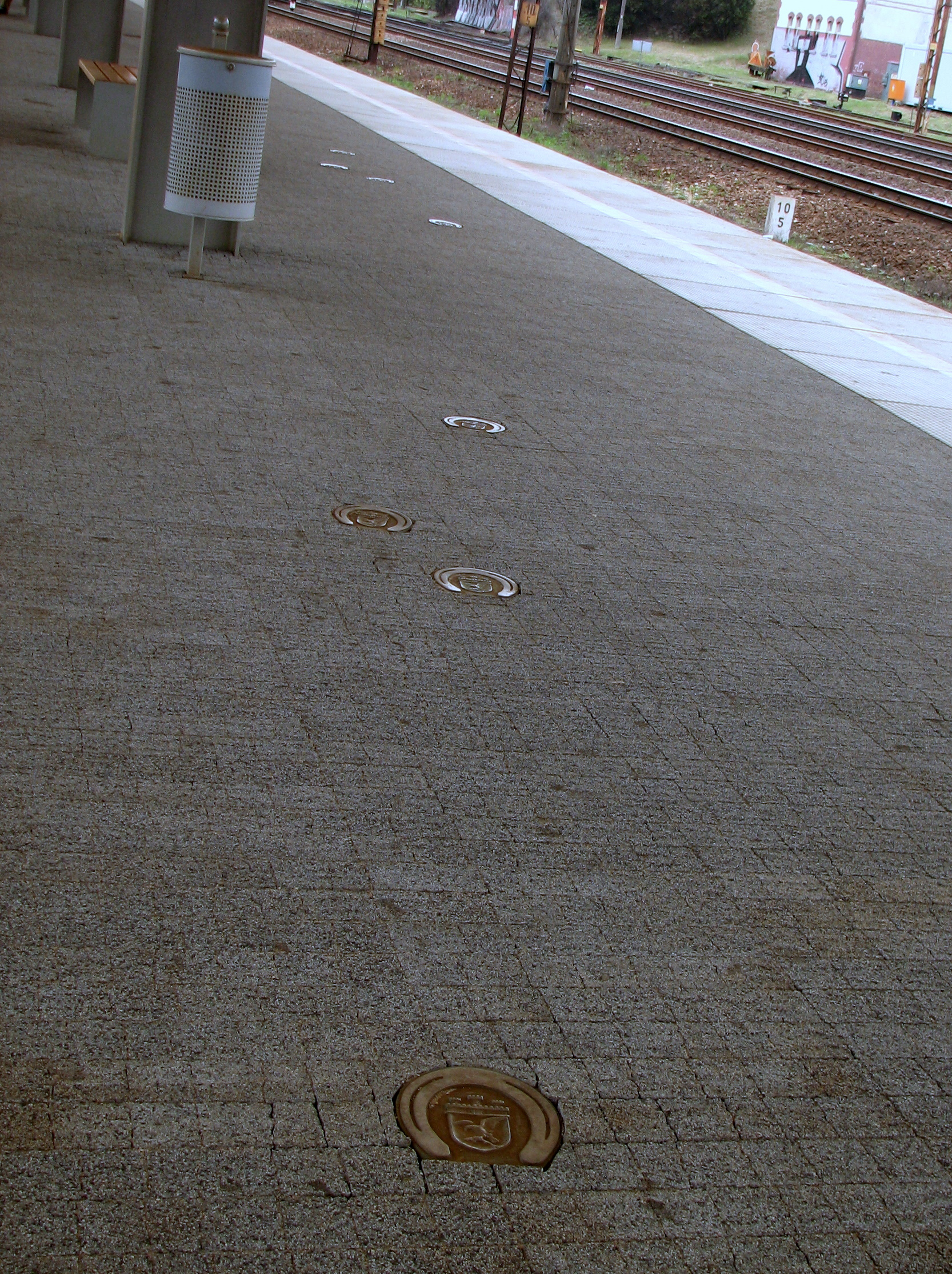
Miejscami ślady podków...